# Хмелево (гміна Старий Люботинь)
Хмелево (пол. Chmielewo) — село в Польщі, у гміні Старий Люботинь Островського повіту Мазовецького воєводства.
Населення — 97 осіб (2011).
У 1975-1998 роках село належало до Остроленцького воєводства.

## Демографія
Демографічна структура станом на 31 березня 2011 року:
|          | Загалом | Допрацездатний вік | Працездатний вік | Постпрацездатний вік |
| -------- | ------- | ------------------ | ---------------- | -------------------- |
| Чоловіки | 53      | 14                 | 35               | 4                    |
| Жінки    | 44      | 9                  | 26               | 9                    |
| Разом    | 97      | 23                 | 61               | 13                   |